# 杨坤如
杨坤如（1884年—1936年）字达波，广东博罗七女湖人，粤系军事将领。

## 生平

### 早年军事生涯
杨坤如是绿林出身，1917年为当时在广东主政的旧桂系收编，任警卫军第五营营长。1918年率部参加粤军的援闽战争，任第三路第二十一营营长。1920年任援闽粤军第十七统领。8月，参加了第一次粤桂战争，随军返粤。他在河源击败桂军卓桂廷部，升任粤军第三独立旅旅长，并收编东江民军武装，扩编为广东警备游击第一路，任少将司令。
1921年，杨参加第二次粤桂战争，6月，杨部18营与魏邦平、熊略等部组成中路军，升任第五师师长。叶举为指挥，由肇庆进击梧州，后杨部奉命由梧州出发向浔州进攻；9月，杨部奉命暂驻浔防；12月，杨等回粤商善后办法。1922年5月，杨部由桂回广州，驻守黄沙、西村沿粤汉路至高塘街等处。6月，杨部奉命赴肇庆，后抵韶关收缴大本营姚雨平部枪械。六一六事变中，陈孙决裂，杨坤如站在粤系一边。1922年冬，孙中山在滇军桂军的帮助下回攻广州。粤军于1923年1月15日退往惠州，随后陈炯明与叶举前往香港继续指挥战争，命粤军第二师师长杨坤如死守惠州。次日,广州易手。

### 镇守惠州城
1923年春，驻扎惠州的杨坤如称脱离粤系，被孙中山改编为警备军第二师，得到孙中山致电嘉奖。杨被孙中山委为中央直辖第二师师长，中央警备军司令。1月，杨通电服从孙中山。4月，杨坤如奉孙命令收缴刘震寰部属惠阳翁耀腾部枪械。杨随后又被北洋政府任命为粤系第九师师长兼惠州清军督办，即于4月23日复转投陈炯明，任第一军第二师师长。2月7日，杨部退出惠州城；4月20日，北洋政府任杨为广东陆军第九师师长，后为第六军军长。杨率部与刘震寰部在增城剧战。
杨被陈炯明任命为总司令部前特总指挥，在博罗防卫广州政府及桂军，旋退守惠州。因其曾投诚而后又转投陈，孙中山对其“悬赏捉拿”。1923年惠州攻城战中，由于杨坤如是博罗人，而孙文的军队曾在博罗劫掠，因此惠州城的附近的绅商和百姓纷纷向他求救。杨坤如与林烈率主力防卫惠州，滇桂联军进围惠州城。孙中山到前线指挥作战，出动飞机轰炸、炮击、挖地道攻城。在粤系的第一次惠州防卫战中，杨所率的粤军坚守了四个多月，击败得到苏联援助的孙文军队，迫使广州政府的联军撤至东莞。
陈炯光死后，所部拔归杨坤如、熊略收编。1924年3月26日，杨参加陈炯明在香港召开的紧急军事会议，反对放弃博罗、惠州，力主固守惠州。4月，在联军合围惠州后，杨率部夜袭飞鹅岭联军阵地，混战3小时后退回城中。5月5日又率敢死队冲出北门，在城外与联军激战5小时后退入城。此后，经常深夜出袭，牵制联军。7月下旬与钟子廷部2000余人，取道西湖突袭博罗，又迫联军退守苏村。9月中旬，以困守城中援绝，每夜约派千人向水北突围，均被联军击退。
1925年，东江战役爆发。粤军第六军军长杨坤如五千人仍守惠州城；3月3日，杨派员与滇军第三军军长胡思舜洽商输诚，提出保有其在惠州城的一切家产，向所部发放3个月军饷等5项条件，交出惠州城。杨所部2000多人由联军改编。当日杨部被迫投降，退出惠州城，由滇、桂军代表入城接收。4月19日，杨通电下野，隐匿教堂，27日化装逃至河西，随即去香港。杨所部被改编，仍驻惠阳、惠州。6月，杨被国民政府军许崇智任为第五军军长，驻守普宁、惠来、陆丰、紫金；7月，杨部返回惠州城；8月，由于蒋介石恐其在惠州不可靠，杨被要求调往海丰。9月，杨宣布惠州戒严，重新转投粤系。
10月，第二次东江战役爆发。杨与部将联名通电全国，声讨蒋介石，宣布拥护陈炯明，脱离广州国民政府，并在惠州城内构筑防御工事。10月4日，杨通电奉命就任粤军第六军军长；7日蒋介石致电，饬其自动退出惠州城；11日，飞鹅岭被占领，惠州城被包围。12日东征军进抵惠州城郊，包围惠州城，并向杨发出劝降电，令他将军队撤往白芒花地区收编，杨不从。同日，杨在惠州城贴出布告反对国共两党进行的国民革命：
照得蒋逆中正，谋国不忠。实行共产、扰乱广东。何谓共产，财产充公。不准私蓄，贫富皆穷。造作好语，名曰重农。三三三一，其实不通。三成地主，三成充公。己得三成，一成会用。如果实行，饿死老农；又造好语，名曰重工。仇视东家，鼓动罢工。迫离香港，尽返广东。但给伙食，无工可庸。示威沙面，生命断送。无论中外，闻之惨然。良好工人，迫之从戎。不教而战，真可怜虫。以上两者，名曰劳农。创自俄国，已行不通。饿死大半，全国皆空。我若照办，其祸何穷。蒋逆无道，试于广东。恐我阻抗，迫挟总戎。粤籍军队，一扫而空。胡汪诸老，许梁诸公。生死不明，未知所终。犯上作反，天地难容。又来谋我，进兵石龙。奉竞帅命，取彼残凶。但诛首恶，不问胁从，布军民等，勿被蔽蒙。师行所至，无惊无恐。布告遐迩，知所适从。
10月14日，得到苏联援助的國民革命軍黄埔團攻陷惠州，杨坤如负伤带卫队数百人经水东街向梁化圩撤退，经横沥、河源出逃香港並隱居餘生，在1936年夏病逝。